# 拉法耶特银元
拉法耶特银元（英語：Lafayette dollar）是美国为了参加1900年巴黎世博会而发行的一种银质1美元硬币，由美国铸币局首席雕刻师查尔斯·爱德华·巴伯设计，是1983年以前发行的唯一一种1美元面额银质纪念币，也是首枚刻有美国公民形象的美国硬币，这位公民正是乔治·华盛顿。
1898年，多位美国名流开始提议，在巴黎为来自法国的美国独立战争英雄拉法耶特侯爵竖立纪念碑。总统威廉·麦金莱选择芝加哥商人费迪南德·佩克担任巴黎世博会的美国负责专员。佩克也支持为拉法耶特竖立纪念碑，为此他组建拉法耶特纪念委员会为纪念碑筹资。1899年3月3日，国会通过法案授权发行5万枚1美元纪念币，由委员会加价向公众销售来筹资。
硬币正面是华盛顿和拉法耶特的头像。巴伯根据让-安东尼·乌敦制作的华盛顿雕像和弗朗索瓦-奥古斯丁·卡诺斯制作的拉法耶特奖章设计两人头像。硬币背面则是根据保罗·巴特利特所制作雕像的早期草图设计，巴特利特的姓氏还出现在背面的雕像台座上。硬币面世后销量欠佳，有1万4000枚之后被财政部熔毁。现今，拉法耶特银元视成色而定，价值从数百到数万美元不等。

## 背景
吉尔贝尔·杜·莫提耶，拉法耶特侯爵于1757年9月6日出身法国名门望族。还不到两岁时，他的父亲就在明登战役中阵亡，孩子年纪轻轻就成为富有贵族，于1774年成婚。
1775年，正在梅斯服兵役的拉法耶特得知北美爆发反抗大英帝国统治的叛乱。他很快就认为，北美殖民地的独立要求是正当且崇高的。得知第二届大陆会议缺乏资金后，他自费租下船只远航北美，只是一开始却受到大陆会议的冷遇。由于希望加入的外国军官太多，大陆军总司令乔治·华盛顿要求不再接受这些军官的请求。但是，拉法耶特在申请时主要提出不计报酬，于是得以加入。大陆会议还从驻法大使本杰明·富兰克林发回的信中了解到，拉法耶特家族非常富裕，有很大影响力。富兰克林敦促大陆会议接纳拉法耶特，并且保证他的安全，以免他的死对美国独立产生不利影响。
1777年7月，大陆会议经投票决定授予拉法耶特少将军衔，并送他前去面见华盛顿。两人年龄上相差约25岁，但却结成非常密切的关系。富兰克林希望保证拉法耶特的安全，但这位年轻人却一心要赶赴最激烈的战场，并在1777年9月的布兰迪万河战役中负伤。法国很快参战并站到美国一边，对最终的胜利起到很大作用。拉法耶特帮助带领大陆军官兵在约克镇战役中取得决定性胜利，英军中将康沃利斯侯爵最终投降。
1781年后，拉法耶特返回法国，这时他已是美法两国的民族英雄。1784年，他再次来到美国，下一次到访则要到40年后。拉法耶特在法国投身政治，倡导君主立宪制。法国大革命后，他取得公职和部队指挥权，但在1792年遭奥地利俘虏并关押了5年之久。在拿破仑一世的安排下获释后，拉法耶特留在自己的庄园，并在皇帝统治期间远离政治。1815年君主制复辟后，他再度投身政治，成为下议院议员。
1824年，美国国会经一致投票通过，要求总统詹姆斯·门罗邀请拉法耶特作为美国的贵宾来访。侯爵和儿子乔治·华盛顿·拉法耶特到达纽约市时受到隆重迎接。接下来的一年半里，拉法耶特走遍美国全部24个州。他获得数之不尽的荣誉和礼物，其中还包括佛罗里达的土地。1825年，侯爵返回法国，于1834年去世。截至2015年7月，一共只有8人成为美国荣誉公民，拉法耶特侯爵便是其一。阿尼·斯拉巴夫（Arnie Slabaugh）在1975年出版的纪念币主题著作中写道：“拉法耶特在两个国家都变得如此受人欢迎和尊重，以致两国在他的帮助下结成的友谊也一直延续到今天。”

## 构想
1898年3月，美国国会通过决议，提请组建委员会代表美国在巴黎竖立拉法耶特纪念碑。法案经联邦参议院通过，众议院外交事务委员会就法案召集听证会。芝加哥商人兼慈善家费迪南德·佩克（Ferdinand Peck）在听证会上作证支持法案，委员会之后也向联邦众议院建议通过法案，但由于大部分议员认为美西战争的軍務上更加急需用钱，法案未获通过。
1898年末，总统威廉·麦金莱任命佩克担任美国责任专员，前去巴黎参加1900年的世界博览会。佩克再次提议修筑纪念碑，将之作为美国参与世博会的作品之一，还组建拉法耶特纪念委员会监督纪念碑项目。委员会需要确保纪念碑在1900年7月4日揭幕，这天不但是美国独立日，而且也是展会上的美国展览日。1898年9月1日，佩克任命多位美国名流进入委员会，其中包括爱荷华州联邦参议员威廉·B·阿利森（William B. Allison）、国务卿威廉·R·戴、约翰·爱尔兰（John Ireland）大主教，以及牧师爱德华·埃弗雷特·黑尔（Edward Everett Hale）。委员会官员包括担任财务官的货币主计长查尔斯·盖茨·道斯（他之后还会出任美国副总统），以及书记员罗伯特·汤普森（Robert J. Thompson）。
为兴建拉法耶特纪念碑筹资是委员会工作的重要组成部分，他们希望让美国的学校及学子也参与到项目中来。1898年10月19日是康沃利斯在约克镇投降117周年，美国各州及领地的42位州长、总督或教育专员宣布这天为第一个“拉法耶特节”。麦金莱总统没有发出类似宣告，但他在印发给媒体的信件中称赞这一计划。许多学校举办纪念拉法耶特的特别仪式，并制订相应课程计划，还呼吁学生捐出分币纪念这位从法国远道而来的爱国者。各地学校共计筹得4万5858美元30美分，这些院校在第二年的拉法耶特节（计划作为一年一度的节日）上接过有道斯签名的华丽收据，计划将之作为纪念品传承给子孙后代。
为了给纪念碑筹资，委员会还想到发行纪念币这一办法。1899年初，委员会希望能促使国会通过法案，以发行10万枚半美元纪念币的方式拨款5万美元，再由委员会加价向公众销售。1893年在芝加哥举办的哥伦布世博会就曾采用同类手段融资并取得成功。但是，最后经国会通过，再由麦金莱总统于1899年3月3日签署的民事拨款法案授权委员会发行的是5万枚银质1美元硬币。
用于铸造硬币的白银需要从公开市场购买，不能动用美国铸币局依据《谢尔曼收购白银法》（Sherman Silver Purchase Act，当时该法已经废除）所购买的白银，不过，即便这1万枚银币都采用之前购买的白银，铸币局的库存也不会耗尽，这些白银直到1904年才全部用完。国会规定白银的采购成本不能超过2万5000美元。联邦财政部之后用2万3032.8美元购买到3万8675.875金衡盎司白银。银币的设计由铸币局局长选定，再经财政部长批准。

## 准备

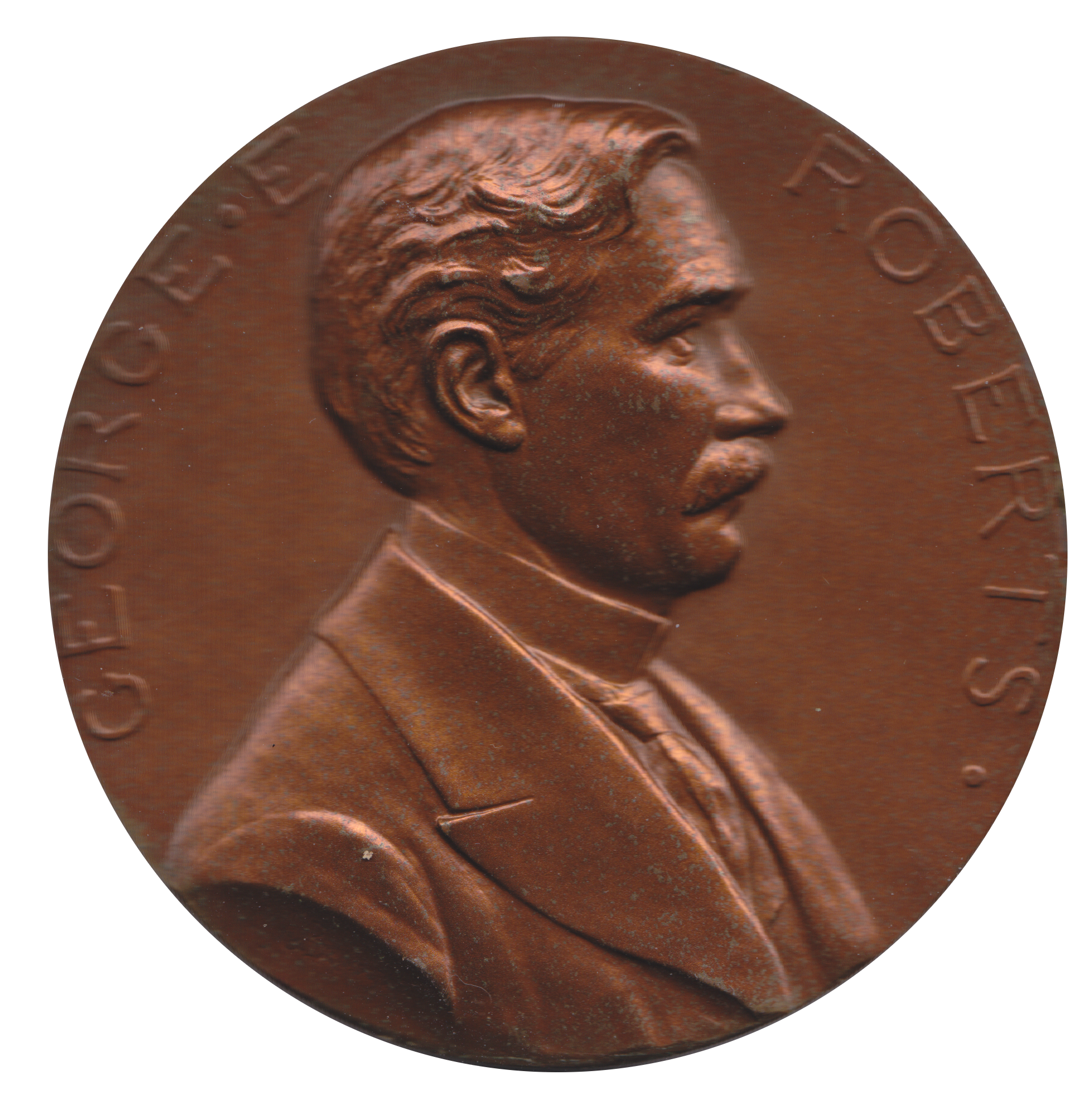
铸币局局长乔治·罗伯茨（上图为首席雕刻师查尔斯·爱德华·巴伯为他设计的铸币局奖章）

法案一经通过，铸币局首席雕刻师查尔斯·爱德华·巴伯亲自接手项目，希望能避免此前哥伦布半美元和伊莎贝拉25美分硬币设计及生产过程中出现的延误和争议。1899年3月24日，铸币局局长乔治·罗伯茨（George E. Roberts）在信中写道，拉法耶特纪念委员会正考虑在硬币其中一面加上新纪念碑的标志。巴伯于次日向费城铸币局局长亨利·博耶（Henry Boyer）提及信件内容，希望能获得纪念碑的草图。
1899年4月12日，委员会书记员汤普森将纪念碑的初步设计草图送交巴伯，所绘的是保罗·巴特利特（Paul Bartlett）设计的骑马雕像。巴伯还绘出其它多种设计的草图，如1784年拉法耶特祝福美国繁荣昌盛等。汤普森表示委员会有可能会去掉骑马雕像上的马，所以巴伯又绘出只有拉法耶特站立形象的草图。巴伯的设计中一面是骑马雕像，另一面则是拉法耶特和华盛顿的头像，这和最终的设计基本相同。罗伯茨很快就批准了巴伯的双头像设计，但在未同委员会商议的情况下就把消息透露给《美国钱币期刊》（American Journal of Numismatics），该杂志在1899年4月刊出相应报道。
1899年5月23日，巴伯致信罗伯茨，表示打算根据1785年让-安东尼·乌敦为华盛顿制作的半身像，以及皮埃尔-西蒙-本杰明·杜维维耶（Pierre-Simon-Benjamin Duvivier）1786年制作的“波士顿前的华盛顿”（Washington Before Boston）奖章（该奖章也是以乌敦制作的半身像为设计基础）来设计硬币正面的华盛顿头像。拉法耶特的头像则是根据1824年弗朗索瓦-奥古斯丁·卡诺斯（François-Augustin Caunois）制作的拉法耶特奖章设计，同样位于硬币正面。

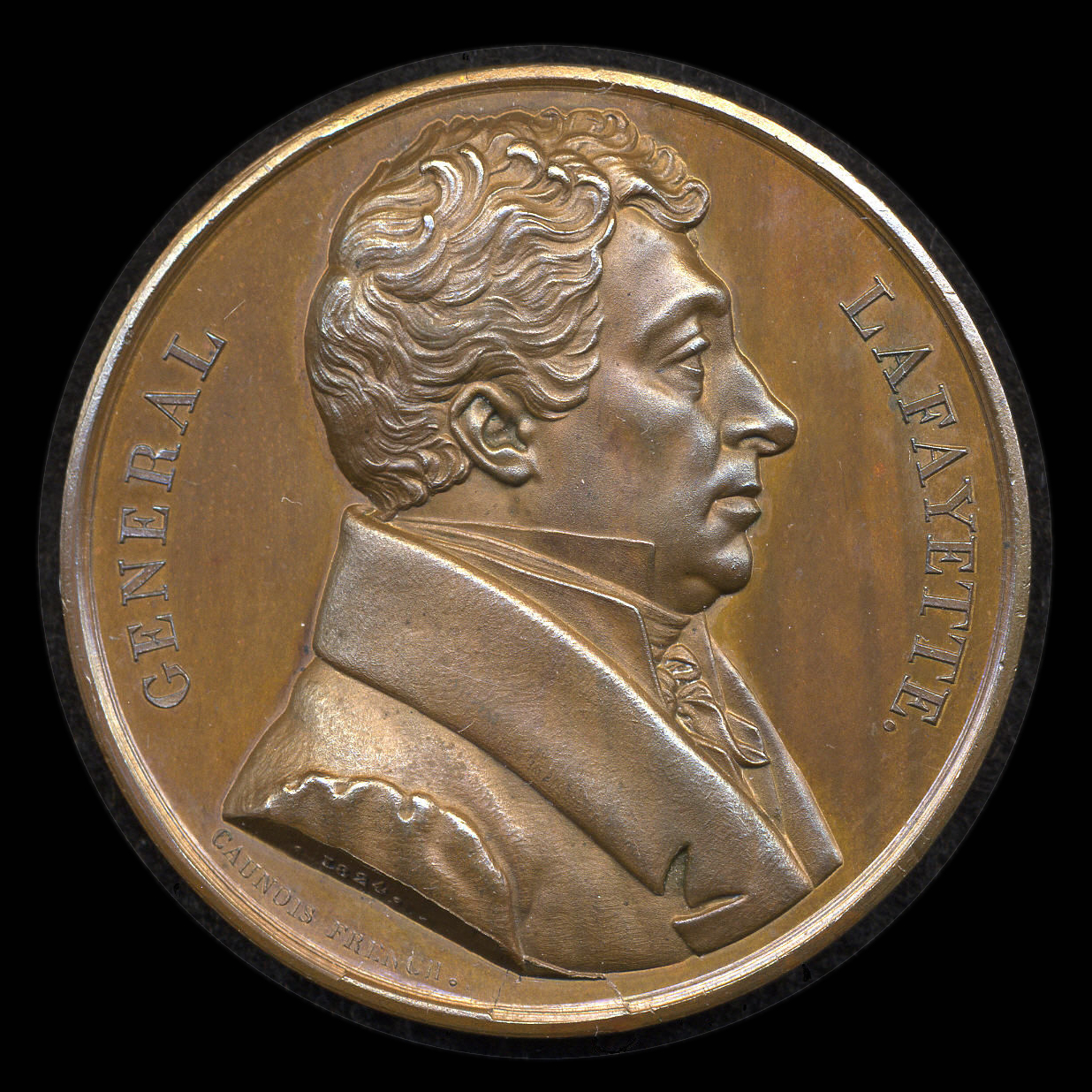
卡诺斯制作的拉法耶特奖章

佩克及其他委员会成员对巴伯的设计方案不是很满意，所以自行提出一些方案。巴伯于6月8日致信罗伯茨，对委员会提出的方案不以为然。佩克提议硬币上只描绘华盛顿和拉法耶特的面部，省略头部的其它部分。巴伯对此表示：“在我看来，华盛顿和拉法耶特的头像应当从雕刻家的角度来处理，并尽一切努力以和他们对这个国家历史所做贡献相称的庄严和体面来加以呈现，但要是只展现出对他们的惊鸿一瞥，这肯定是不可能的。”根据罗伯茨的指示，巴伯前往纽约，于6月14至15日同佩克展开为期两天的面谈。雕刻师之后向局长回报，称面谈已经取得理想的结果，委员会已经认识到，即便是在银元上（尺寸最大的美国硬币），设计图案的位置也是有限的。“委员会希望（在硬币上）展示纪念碑，所以（拉法耶特）祈祷（祝福美国）的内容只能另觅位置。”巴伯还表示，委员会决定去掉雕像台座，但他还是有可能会在雕刻铸币金属模具时加上。“我在纽约得知，雕塑家必须将作品递交给巴黎某委员会，纪念碑的建造由该委员会全权负责，而且作品必须达成这个法国人委员会的每一点要求，完全每一处修改……在我看来，这大概要到1900年某个时候才能完成。”
1899年6月20日，巴伯递交最终设计方案，罗伯茨局长于7月1日批准。但这并没有为针对硬币所刻内容的争吵划上句点：拉法耶特纪念委员会希望硬币上所刻年份为1900，但硬币则要在1899年就开始销售，并且时间越早越好。财政部长莱曼·盖奇（Lyman Gage）坚持1873年铸币法案中的规定，硬币上所刻的应该是生产年份。最终双方达成妥协，所有银元于1899年12月打造，但直到1个月后才开始发行，上面刻的文字是“ 1900”（“巴黎1900”）。

## 设计

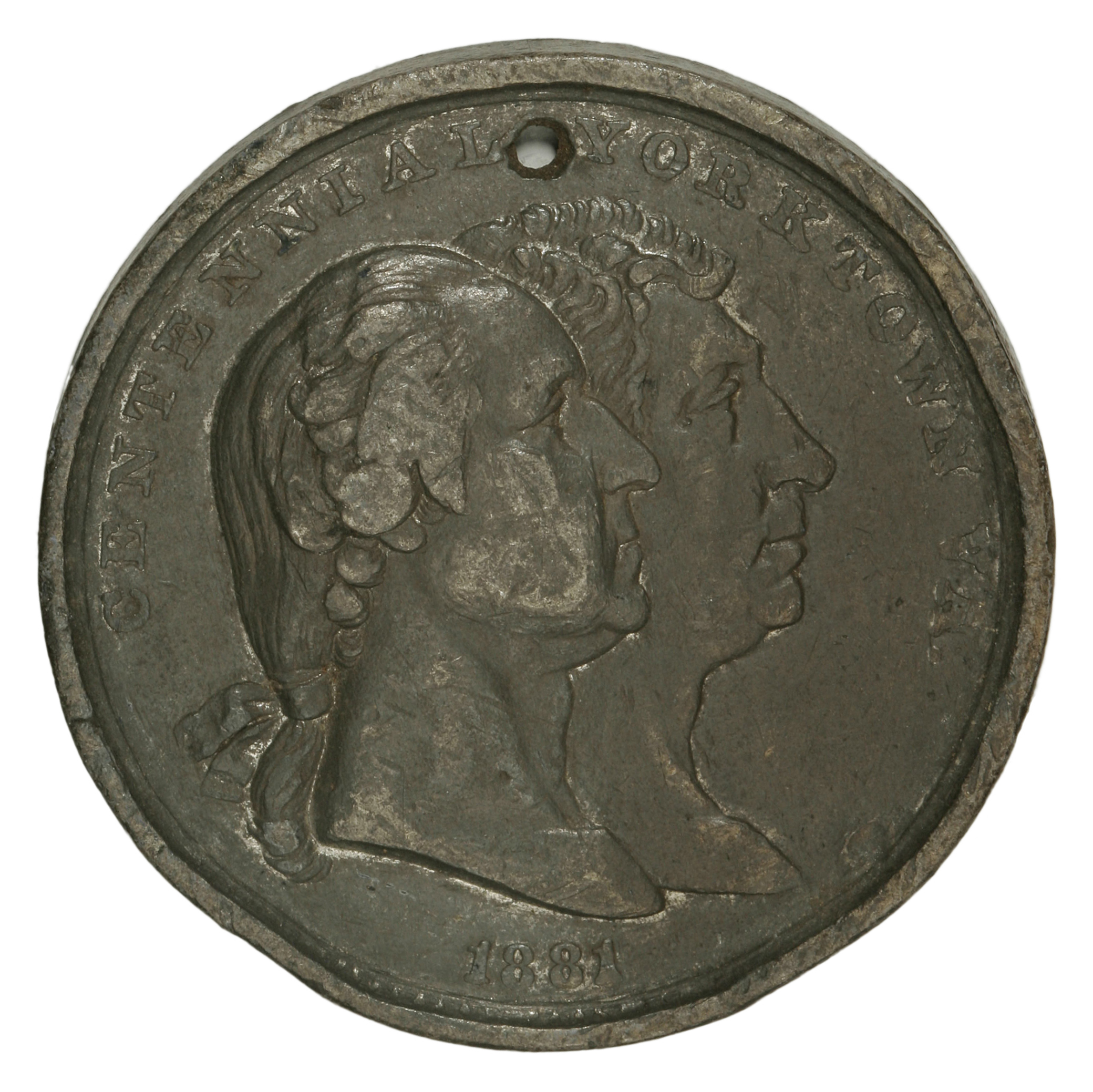
彼得·凯瑞德1881年设计的约克镇百年纪念奖章

拉法耶特银元正面是华盛顿和拉法耶特的头像。斯拉巴夫指出，巴伯是根据乌敦制作的半身像和卡诺斯制作的奖章设计两人头像，但“我一直相信，1881年的约克镇百年纪念奖章可能是设计方案最直接的灵感来源，或是存在一定程度的影响”。安东尼·斯沃泰克（Anthony Swiatek）和沃尔特·布林（Walter Breen）曾撰写过美国早期纪念币的百科全书，书中也认为，虽然巴伯描绘的华盛顿最终源于乌敦制作的半身像，但拉法耶特的头像和硬币正面的设计格局“无疑源自彼得·凯瑞德1881年设计的约克镇百年纪念奖章”。凯瑞德是费城雕塑家，但从未进入铸币局工作，他曾于19世纪70至80年代发行多种令牌和奖章。此外，拉法耶特银元正面的边缘还有（“美利坚合众国”）和（“拉法耶特银元”）字样围绕。
硬币背面是根据巴特利特所制作雕像的早期草图设计，显示拉法耶特骑在马上，面朝硬币左侧。他所骑的马抬起了两条腿，部分来源认为从艺术角度而论，这代表拉法耶特当年是战死沙场，但实际情况并非如此（通常1条马腿离地代表骑在马上的人曾在战场上受过1次伤，4条腿都着地则代表自然死亡）。巴伯的姓名首字母缩写没有出现在硬币上，但雕塑台座上有（“巴特利特”）字样。台座下方还有一条棕榈枝，硬币周围同样有铭文环绕，内容为“ 1900”（“合众国青年为向拉法耶特将军致敬而竖立/巴黎，1900年”），这显然也是在向1898年多所学校踊跃捐款的举动致敬。斯沃泰克和布林指出，1873年铸币法案要求硬币上所刻的是生产年份，所以即便这些刻上1900的硬币是为了给雕像和博览会筹款，“拉法耶特银元从技术上而言仍然没有注明生产日期，因此是非法的！”

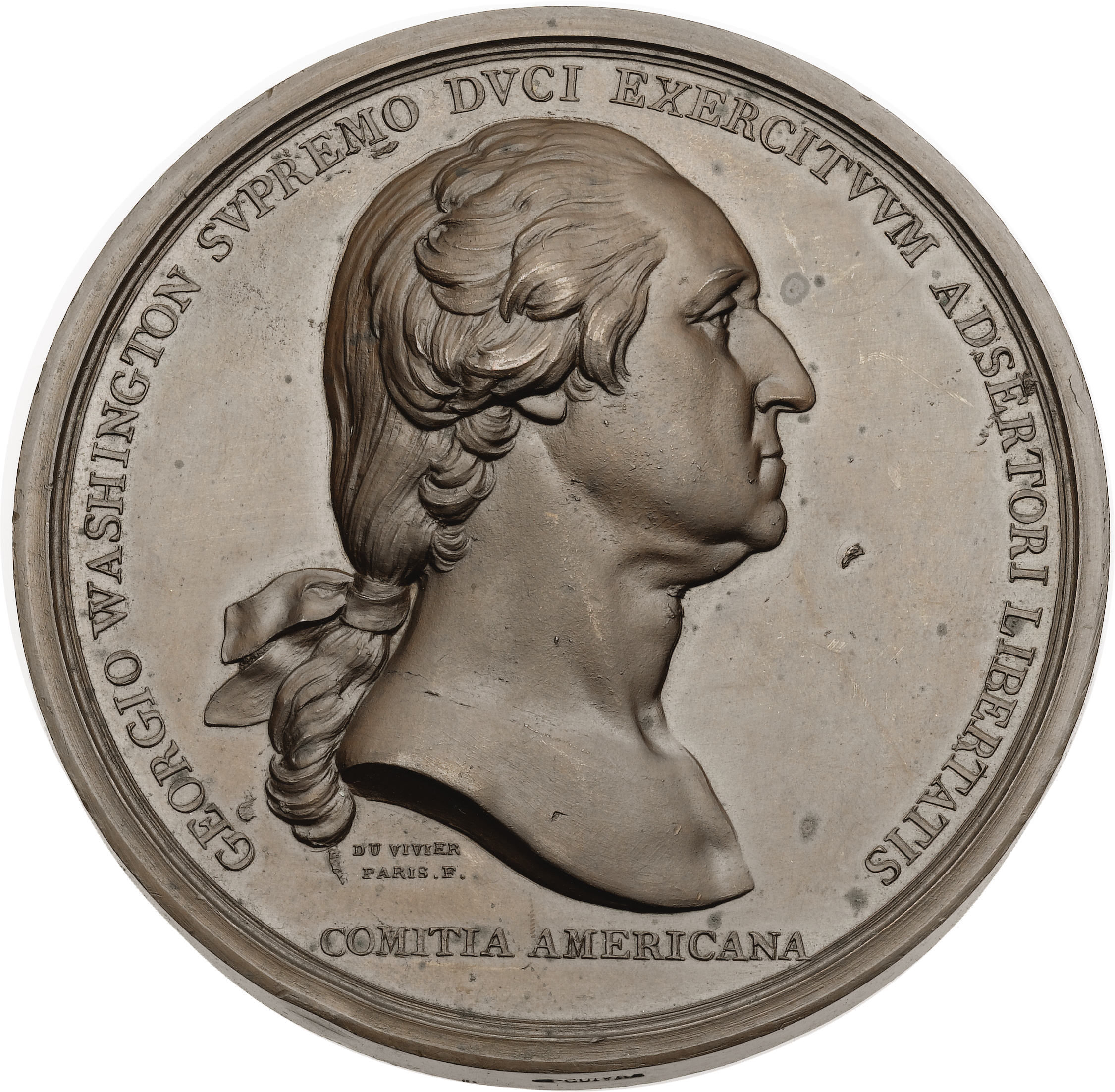
“波士顿前的华盛顿”奖章是第一种根据乌敦所制半身像设计的奖章，上图为奖章正面。

硬币背面的拉法耶特手持利剑，剑尖朝下，持剑的手向前上方伸出。巴特利特这样描述自己设计的骑马雕像：“雕像中的拉法耶特既具象征意义，也立足于现实。他以自由的名义向美国殖民地居民奉献自己的剑和服务。他的形象也标志着法国人对我们祖先表现出的那种贵族式的热烈同情。”斯沃泰克和布林也指出，“我们应该将硬币背面雕像上拉法耶特的姿势理解为他在凯旋游行，而非冲锋抗敌，请注意，他的剑还套着护套，作用就像指挥棒，而不是作为武器挥舞出鞘”。
巴伯的设计方案所获评价不佳。斯沃泰克和布林就批评国父华盛顿的头像看上去“死气沉沉”。钱币学家昆汀·戴维·鲍尔斯（Q. David Bowers）认为，巴伯的作品浮雕很浅，但凯瑞德极其注重细节，浮雕也很高，两者对比显得非常滑稽。钱币史学家唐·塔克西（Don Taxay）声称：“只要将巴伯（设计）的肖像同杜维维耶和卡诺斯的作品一对比，就不难理解为什么圣高登斯会那么轻蔑地称（巴伯是）‘铸币局的商业奖章设计者’。这种区别不仅是在浮雕上，而且是在基本的建模技艺上”。艺术史学家科尼利厄斯·弗缪尔（Cornelius Vermeule）则表示：“拉法耶特银元既没有伊莎贝拉25美分硬币的古朴，也没有哥伦布半美元那令人愉悦的原创性。虽然双人头像有必要采用低浮雕，但其线条仍然过于单调。背面刻有太多尺寸统一的字符，单刻上‘巴黎1900’应该就可以了，最多再加上‘From the Youth of the United States’（意为“来自合众国青年”）。”

## 生产和余波
所有拉法耶特银元都是于1899年12月14日在费城铸币局生产，这天正是乔治·华盛顿逝世100周年。费城《公共纪事报》（Public Ledger）报道：
多位铸币局官员、拉法耶特纪念委员会成员，以及少数新闻界人士出席了这场小规模的拉法耶特银元（投产）仪式。格列里小姐（铸币压制机操作员）将压制的首枚拉法耶特银元从机器上取下并交给（费城）铸币局局长亨利·博耶，然后铸币局首席雕刻师查尔斯·爱德华·巴伯进行检查。银币接下来又送到纪念委员会书记员罗伯特·汤普森手上，再交给铸币局局长乔治·罗伯茨。银元被放入硬币或奖章盒，再由罗伯茨先生带回哥伦比亚特区呈交威廉·麦金莱总统。之后，这枚硬币会放进精心制作、造价1000美元的礼盒，送给法兰西共和国总统。

费城铸币局的仪式结束后，拉法耶特银元恢复生产，采用的这台旧硬币压制机每分钟可以生产80枚银币，1小时就有4800枚。铸币局一共生产了5万零26枚，其中26枚暂予搁置，等待1900年美国化验委员会的年度检验。

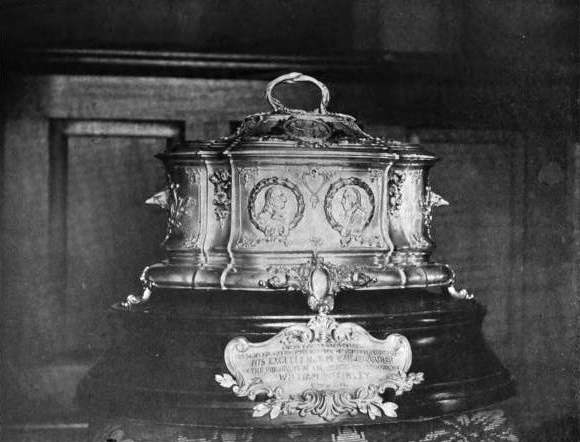
首枚拉法耶特银元就是装在这个盒子里呈交法国总统埃米勒·卢贝

首枚哥伦布半美元曾以1万美元高价售出。面对首枚拉法耶特银元，有人出价5000美元，但由于这枚硬币要送给法国总统而遭拒。汤普森正是将硬币送往法国的特使，他带上盛有银元的豪华礼盒登上“香槟号”（S.S. La Champagne）前往法国。呈交礼物的仪式原定在1900年2月22日（华盛顿生日）举行，但盒子和硬币实际上却推迟到了3月3日才交到法国总统埃米勒·卢贝手上。这两件物品如今都存放在卢浮宫。
拉法耶特纪念委员会在财政方面遇到许多困难。1900年1月，雕塑家查尔斯·亨利·尼豪斯（Charles Henry Niehaus）对委员会的筹款目标高达15万美元提出质疑，因为以往的任何骑马雕像耗资都没有超过该数额的一半。委员会还遭建筑师亨利·霍恩博斯特尔（Henry Hornbostel）起诉，追讨为巴特利特所制雕像设计台座的费用。双方最终达成庭外和解，委员会为霍恩博斯特尔的花费提供报销。
委员会最终决定采用巴特利特设计的骑马雕像，但由于定购的时间太迟，这座青铜质地的雕像根本不可能在博览会开幕前完成，到5月时还只完成三分之一。鲍尔斯对此表示，“（我们）居然让这位法国人（指拉法耶特的雕像）带着这样的问题待在故乡。”为了加快进度，委员会决定将比例模型锯开后分配到不同生产车间，在这里将模型放大制成石膏模，再把各个部分完美拼凑起来，整体石膏像就这样在7月4日完成。1900年7月4日，这座拼装而成的石膏像在卡鲁索广场隆重揭幕。巴特利特之后觉得其中的部分设计有进一步改善的空间，因此做了修改。1908年，他的青铜雕像终于竖立，但与硬币上所绘雕像已有相当大的不同。例如雕像上去除了拉法耶特头上的三角帽，他举起的手臂和剑的位置都有变动。这座雕像竖立了近80年，然后因发掘卢浮宫中贝聿铭玻璃金字塔的需要而于20世纪80年代移至塞纳河沿岸的王后宫路。

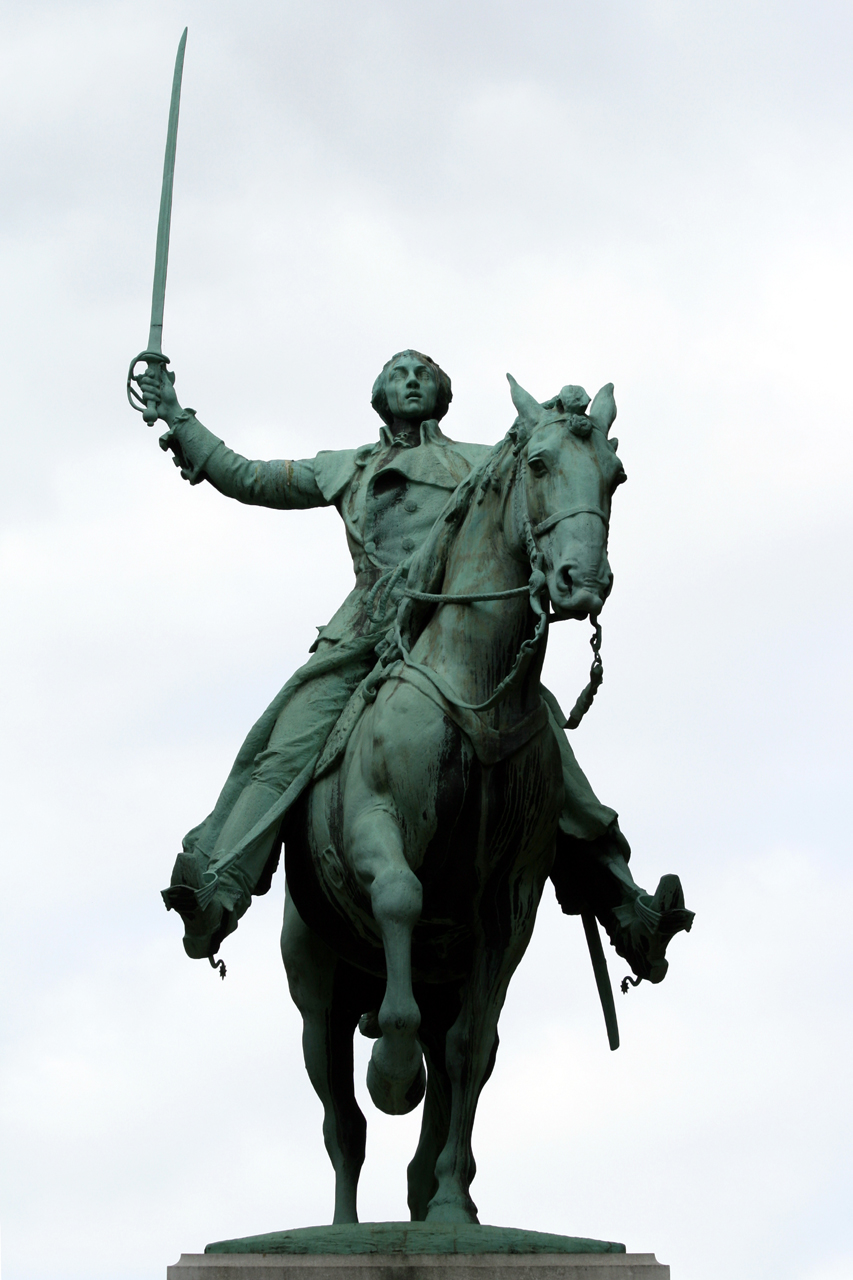
保罗·巴特利特竖立在巴黎的拉法耶特雕像

银元交货后，委员会开始以2美元单价销售。1900年2月，委员会的办事处从芝加哥转移到巴黎，银币销售改由芝加哥美国信托储蓄银行负责。只有少量硬币由收藏家买去。银行的销售之后持续多年，价格最先出现下滑的是二级市场，1903年时，银元单价已跌至1.1美元。数千枚硬币有可能在此期间进入市场流通，银币买家在经济困难时期又不得不将之拿出来消费。但到了1920年，市场价格已经超过原始发行价，并且继续稳步上升，到1930年时已达到3.5美元，1936年7月，拉法耶特银元售价在美国空前的纪念币发行热潮中涨至5美元，1950年涨至13美元，1960年55美元，1975年650美元。
纪念币在巴黎的销售情况更为惨淡，一共只卖出1800枚，有约1万枚只能运回美国。共计有1万4000枚硬币送回财政部，以大麻袋包装起来，每袋1000枚，在国库内连续存放了多年时间。1945年，奥巴哈钱币经销商奥布里·毕比（Aubrey Beebe）从政府文献纪录中得知这些库存银币的存在，并为此向政府查询，但得来的答复却称这些银元已在不久前熔毁。
拉法耶特银元是第一种刻有美国公民形象的美国硬币，这位公民正是乔治·华盛顿。美国铸币局此后直至1983年才会为洛杉矶奥运会制作新的纪念币。

## 收藏
1925年，钱币学家乔治··克拉普（George H. Clapp）发现1枚与发行说明中略有出入的拉法耶特银元。为此他进行了长达10年的研究，发现另外两个不同品种。这些情况的出现都是因为当年用于生产硬币的金属模具无论正面还是背面都不是完全相同。斯沃泰克于2012年撰文指出，通过检验自己拥有的数百枚拉法耶特银元、以及互联网上的硬币照片，他已经发现第5种金属模具组合。文中还称，有两类品种数量最多，占全部硬币的90%以上，其它的都很少。针对这种情况，他推测当年铸币局并不是像大部分记录中所称的那样采用1台机器，而是用了两台来压制银币，原本的模具磨损到无法使用后再换上略有些不同的模具，较为少见的品种由此诞生。不同品种间的差异很小，要么是背面的棕榈枝存在细微差别，要么是正面的中字母和的位置是否平行。按不同模具收藏这种硬币的人很少，所以相对罕见的品种价格也不会比常见品种高多少。
根据理查德·约曼（Richard S. Yeoman）2014年版的《美国钱币指南手册》（A Guide Book of United States Coins），拉法耶特银元如果成色在谢尔顿硬币分级标准中达到几乎未流通过的“-50”，那么价格可以达到650美元，如果提升到几乎原始状态的“-66”，则可以提高至1万9000美元。2004年，一枚-67级别拉法耶特银元和另外多枚已知成色最好的同种银币以6万6700美元价格售出。铸币局在生产拉法耶特银元时并没有采取特殊手段来为收藏家保护硬币外观，银币是从压制机内经机械弹出至料斗中收集，这导致大部分纪念币上都存在接触其他硬币的痕迹。通常来说，硬币设计图案的成形品质不会对价值构成影响，不过品相较佳的拉法耶特银元可以看到拉法耶特的靴子和制服之间有雕刻上去的线条分隔，还可以清楚地看到他衣服下半截的细节。硬币上最高的位置磨损也最为明显，分别是正面华盛顿的颧骨，以及背面拉法耶特的面部。
这种纪念币时常遭到伪造。即便是真币，也往往被人以包括抛光在内的各种技术令其更显光亮，蒙骗收藏家。但是，抛光实际上会令硬币表面受损。

### 引用
1. 1 2  Slabaugh，第17頁.
2. ↑  Slabaugh，第17–18頁.
3. 1 2 3 4  Slabaugh，第18頁.
4. ↑  Adams，第35頁.
5. ↑  Slabaugh，第18–19頁.
6. ↑  Slabaugh，第17, 19頁.
7. ↑  Bowman.
8. ↑  Peck，第169頁.
9. ↑  Peck，第169–170頁.
10. ↑  Peck，第170頁.
11. ↑  Bowers，第113–114頁.
12. ↑  Lange，第122, 126頁.
13. ↑  Bureau of the Mint，第88–89頁.
14. ↑  Taxay，第14頁.
15. 1 2  Flynn，第248頁.
16. ↑  Taxay，第15頁.
17. ↑  Flynn，第248–249頁.
18. ↑  Taxay，第17頁.
19. ↑  Taxay，第17–18頁.
20. 1 2 3  Taxay，第18頁.
21. ↑  Slabaugh，第15頁.
22. 1 2 3  Swiatek & Breen，第123頁.
23. 1 2 3  Swiatek & Breen，第126頁.
24. 1 2 3  Swiatek，第59頁.
25. 1 2 3 4  Bowers，第115頁.
26. ↑  Burdette，第11頁.
27. ↑  Vermeule，第101–102頁.
28. 1 2  Swiatek，第60頁.
29. ↑  Bowers，第116, 119頁.
30. ↑  Swiatek & Breen，第69, 126–127頁.
31. ↑  NYTimes.
32. ↑  Swiatek & Breen，第128頁.
33. ↑  Field etc.，第66–67頁.
34. ↑  Swiatek & Breen，第127–128頁.
35. ↑  Flynn，第202頁.
36. ↑  Bowers，第120頁.
37. ↑  Swiatek，第65頁.
38. ↑  Bowers，第489頁.
39. ↑  Swiatek，第60–65頁.
40. ↑  Yeoman，第285頁.
41. ↑  Swiatek，第68–69頁.
42. ↑  Bowers，第116頁.
43. ↑  Swiatek，第66–67頁.
44. ↑  Swiatek，第65–67頁.